# Pedro Pastor y Huerta
Pedro Pastor y Huerta (n. 1839) fue un jurista y político español, diputado en las Cortes Constituyentes del Sexenio Democrático.

## Biografía
Nacido el 6 de febrero de 1839, se le expidió el título de licenciado en Derecho civil y canónico el 4 de julio de 1862 y el de doctor en la misma Facultad el 18 de agosto de 1863. Se incorporó al Colegio de Abogados de Madrid el 17 de julio de 1862 y fue abogado de pobres desde julio de 1863 hasta julio de 1864. Hizo oposición en 1862 a plaza de aspirante al Consejo de Estado, habiendo obtenido el tercer lugar en la primera terna y merecido se le recomendase a todos los Ministerios para su colocación. En 1866 hizo también oposición a una Relatoría de la Audiencia de Madrid, y le fueron aprobados los ejercicios. En 1869 obtuvo escaño de diputado a Cortes por el distrito electoral de Castellón de la Plana (circunscripción de Castellón). El 22 de febrero de 1883 fue nombrado presidente de la Audiencia de lo Criminal de Guadalajara, en sustitución de Francisco Bernad.